# Lago Issel
Lago Issel (em neerlandês: Ĳsselmeer) é um lago pouco profundo com 1 100 quilômetros quadrados de área nos Países Baixos centrais, nas províncias de Flevolândia, Holanda do Norte e Frísia, com uma profundidade média de 5 a 6 m. O Issel é o maior lago na Europa Ocidental. Recebe o nome por causa do Issel, o rio que para ele drena por um lago menor, o Quetel. O Issel foi criado em 1932 quando um mar interior, o Zuiderdê, foi fechado por um dique de 32 km, o Afsluitdijk.
A utilização de duas maiúsculas no nome é causada pelo facto de a letra IJ não ser dígrafo na língua neerlandesa, sendo escrita com ligadura tipográfica.